# Пен-Абу
Пен-Абу, Слон (єгип. трансліт. pn-Abw, букв. «Це Слон») — фараон додинастичного Єгипту, так званої конфедерації з центром у Чені та/або Абджу.

## Основна інформація
Правив близько 3300-3200 років до н. е., що відповідає фазам культури Накада — IIIa1 й IIIa2. Фараони того періоду включаються сучасними дослідниками до умовної 00 династії.

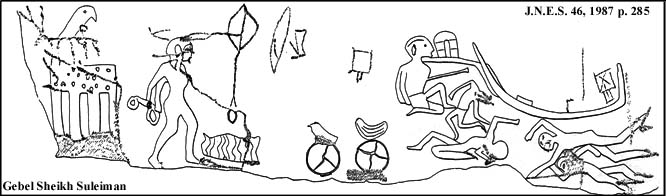
Наскальний малюнок з Гебель Шейх-Сулейман, де ймовірно було згадано ім'я фараона Слона

Існування Слона ідентифікується імовірними слідами його імені в Нубії: на одному з графіті пагорбу Гебель Шейх-Сулейман (околиці Ваді-Хальфи) й у Кустулі; а також у Верхньому Єгипті: можливо, його ім'я зображено на Слоновій палетці (Ху, гробниця B 102). Одна з останніх реконструкцій імен та черговості правителів 00 династії конфедерації Тініса/Абідоса подана німецьким єгиптологом Гюнтером Дреєром, який у своїх припущеннях в основному спирався на інтерпретацію графіті з колосів бога Міна (Коптос) та протоієрогліфи з бирок зі слонової кістки гробниці U-j (Умм ель-Кааб, Абідос).
Сучасній науці не відомі будь-які дані щодо правління Слона, єгиптологи не мають єдиної думки щодо правильності написання його імені та, власне, дотепер є відкритим питання щодо його реального існування — можливо, всі знайдені знаки слона є не іменем, а топонімом — назвою якогось ному чи міста.